# ポーター級駆逐艦
ポーター級駆逐艦 (英語: Porter class destroyers) は、アメリカ海軍の駆逐艦の艦級。8隻が建造された。
最初の4隻はニューヨーク造船所で建造され、残りの4隻はマサチューセッツ州クインシーのベスレヘム・スチール株式会社で建造された。ウィンスローを除く7隻は1936年に就役し、ウィンスローは1937年に就役した。

## 概要

### 船体・兵装・機関
本級は当時、日本海軍が建造中の駆逐艦に対抗して建造され、嚮導艦としての機能を有する艦であった。発想自体はクレムソン級駆逐艦が大量建造されていた1917年にまでさかのぼる。1921年に入って、将官会議から嚮導艦に関する5つの案が提出されたが、海軍歴史家のノーマン・フリードマンによれば、その建造費用は大半のウィックス級駆逐艦およびクレムソン級駆逐艦を購入するのに等しい額であると議会から指摘されたという。また、将官会議では新式の高圧力かつ高温度の蒸気タービンを搭載させることにも深い関心を持っていた。1930年に締結されたロンドン海軍軍縮会議や、フランス海軍が就役させていた大型駆逐艦も、ポーター級の建造に大いに影響を与えた。排水量に関しては、これより先の1927年に開かれたジュネーブ海軍軍縮会議の影響で1,850トンとされた。
搭載する兵器に関しても長期間にわたって議論された。主砲の候補の一つであったMk.10 25口径5インチ砲は発射速度が速く、訓練も容易だった。もう一つの候補のMk.7 51口径5インチ砲は強力ではあったが、対空用としては使えなかった。折りしも、これらの議論と平行して、その中間的な性格で、対空用にも対水上戦用にも使える両用砲として、Mk.12 38口径5インチ砲が開発されて実用の域に達していた。38口径5インチ砲は当初検討されていた二種の5インチ砲よりも明らかに優れていたので、上層部の推薦もあってこれを搭載する事とした。ただし、重量過多を避けるため、並行して整備されていたファラガット級で搭載されたMk.21砲架とくらべて、仰角を取れないかわりに軽量な平射砲タイプのMk.22が選択された。次に検討されたのは、その38口径5インチ砲の配置方法であった。最終的には首尾線上に連装砲を前後各2基の計4基装備する事となったが、決定までには単装砲を三段背負いに配備するプランなども出されていた。前後各2基の5インチ砲は、それぞれMk.35 両用方位盤が組み合わされ、2つの別々の目標に対する同時攻撃を可能とした。対空機銃は28ミリ4連装機銃2基が装備された。雷装はファラガット級駆逐艦と同等の四連装発射管2基であったが、アメリカ駆逐艦としては初めて次発装填装置を装備し、予備魚雷8本を搭載していた。
船体はファラガット級駆逐艦よりも大型になったが、機関出力の馬力もアップしたためファラガット級と同等の37ノットを維持する事ができた。また、機関室には非常用のディーゼル発電機も装備された。
先見性のある艦型ではあったが、当時のアメリカ駆逐艦に共通の問題として、完成当初よりトップヘビーが指摘されている。以後の改装では軽量化も図られたものの、兵装の増強やレーダーの搭載などもあって、最後まで解決には至らなかった。

### 戦歴・兵装の変遷

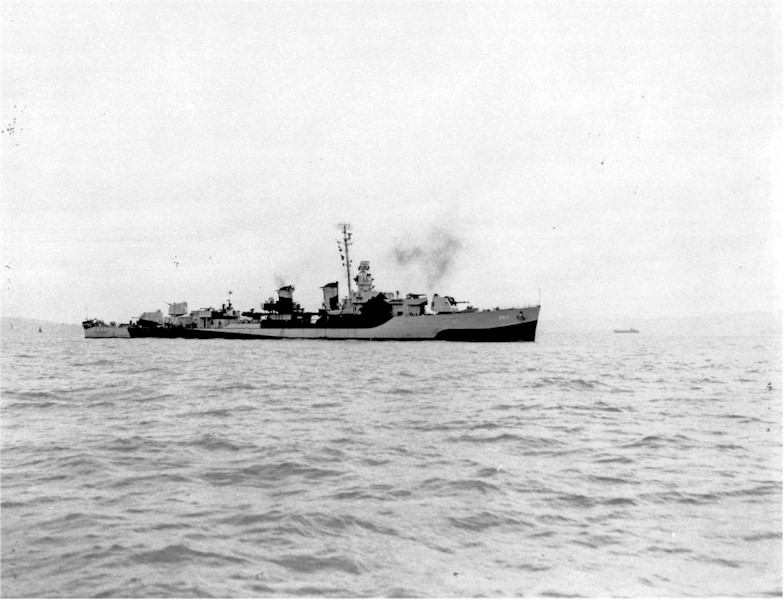
セルフリッジの1944年の艦容

上記のように、4基の連装台座に計8門の5インチ砲を装備していたが、重量が前方に偏ることが判明した。また、1939年からのヨーロッパ戦線での戦訓を鑑みて平射砲の両用砲への換装が検討された。しかし、換装するにしてもその他の重量物を陸揚げしないとバランスが取れなかった事から、まず後部甲板室と後檣が撤去されて前檣も大幅に簡素化された。対空機銃として20ミリ機銃が追加され、レーダーも装備された。1942年10月26日の南太平洋海戦で戦没したポーターは、恐らくこの艦容で失われた。
1943年に入ると装備の変遷は顕著となり、20ミリ機銃は40ミリ機関砲に換装され、二番砲あるいは三番砲が代償として撤去された。1944年遅くに入って、ようやく両用砲への換装が実現することとなった。セルフリッジを例にすると、両用砲は連装砲が一番砲と三番砲（旧・四番砲）の位置に、単装砲が二番砲（旧・三番砲）の位置に装備され、これに伴って40ミリ機関砲の位置も艦橋前の旧・二番砲の位置に移設された。神風特別攻撃隊が出現すると、その対策として対空兵装の更なる充実が図られ、フェルプスとウィンスローは魚雷発射管を撤去して40ミリ機関砲の増強が行われた。レーダーや射撃装置も年毎に更新され、有能な対空射撃システムを確立した。
アメリカの第二次世界大戦参戦時、モフェット、マグダガル、ウィンスローの3隻が大西洋方面に、残りが太平洋方面に配備されていた。ドーリットル空襲、ミッドウェー海戦、ソロモン諸島の戦い、サイパンの戦いなどに参加し、ポーター以外の戦没艦はなかったが、セルフリッジは1943年10月6日の第二次ベララベラ海戦で酸素魚雷の命中により艦首をもぎ取られる損害を蒙った。戦争終結後は多くは早期に除籍されて姿を消したが、ウィンスローは特務艦に転じて1959年に売却された。

## 同型艦
- ポーター (USS Porter, DD-356)　※タッカー級(DD-59)以来三代目

由来の人物は、南北戦争でレッド川方面作戦や第二次フィッシャー砦の戦いで陸軍支援に従事したデビッド・D・ポーター大将。
ニューヨーク造船所にて1933年12月18日起工、1935年12月12日進水、1936年8月27日就役。1942年10月26日南太平洋海戦に戦没。不時着水した友軍雷撃機の救助中、誤って航走を始めた雷撃機の航空魚雷により大破し、友軍によって砲撃処分されるという不運な最期だった。
- セルフリッジ (USS Selfridge, DD-357)　※クレムソン級(DD-320)以来二代目

由来の人物は、米墨戦争時にデイル号に乗組み、グアイマスの上陸占領に貢献したトーマス・O・セルフリッジ少将。
ニューヨーク造船所にて1933年12月18日起工、1936年4月18日進水、1936年11月25日就役。1945年10月15日退役後、1946年解体。
- マクダガル (USS McDougal, DD-358/AG-126)　※オブライエン級(DD-54)以来二代目

由来の人物は、南北戦争時よりワイオミング号艦長を務め、同艦で下関戦争にも参戦したデヴィッド・マクドゥガル少将。
ニューヨーク造船所にて1933年12月18日起工、1936年7月17日進水、1936年12月23日就役。1945年9月17日雑役船(AG-126)に変更、1946年6月24日退役後、1949年解体。
- ウィンスロー (USS Winslow, DD-359/AG-127)　※オブライエン級(DD-53)以来三代目

由来の人物は、南北戦争でキアサージ号艦長を務め、南軍のアラバマ号を撃沈したジョン・A・ウィンスロー少将。
ニューヨーク造船所にて1933年12月18日起工、1936年9月21日進水、1937年2月17日就役。1945年9月17日雑役船(AG-127)に変更、1950年6月28日退役後、1959年解体。
- フェルプス (USS Phelps, DD-360)

由来の人物は、南北戦争でグロスターポイント・フィッシャー砦・ウェストポイントを歴戦したトーマス・S・フェルプス少将。
ベスレヘム造船フォアリバー造船所にて1934年1月2日起工、1935年7月18日進水、1936年2月26日就役。1945年11月6日退役後、1947年解体。
- クラーク (USS Clark, DD-361)

由来の人物は、南北戦争から海軍に属し、米西戦争時にオレゴン艦長として出撃したチャールズ・E・クラーク少将。
ベスレヘム造船フォアリバー造船所にて1934年1月2日起工、1935年10月15日進水、1936年5月20日就役。1945年10月23日退役後、1946年解体。
- モフェット (USS Moffett, DD-362)

由来の人物は、第一次世界大戦時に海軍航空局の初代局長となり、海軍航空隊の父と称されたウィリアム・A・モフェット少将。
ベスレヘム造船フォアリバー造船所にて1934年1月2日起工、1935年12月11日進水、1936年8月28日就役。1945年11月2日退役後、1947年解体。
- バルチ (USS Balch, DD-363)　※エールウィン級(DD-50)以来二代目

由来の人物は、ペリー艦隊所属のプリマス号船長として来日し、南北戦争で歴戦を重ねたジョージ・バルチ少将。
ベスレヘム造船フォアリバー造船所にて1934年5月16日起工、1936年3月24日進水、1936年10月20日就役。1945年10月19日退役後、1946年解体。